# Pentila occidentalium
Pentila occidentalium är en fjärilsart som beskrevs av Aurivillius 1899. Pentila occidentalium ingår i släktet Pentila och familjen juvelvingar. Inga underarter finns listade i Catalogue of Life.